# 류상운
류상운(柳尙運, 1636년 ~ 1707년)은 조선 후기의 문신이며, 숙종 때 영의정을 지냈다. 자는 유구(悠久), 호는 약재(約齋) 또는 누실(陋室). 본관은 문화(文化)이며, 당적은 소론에 속했다. 1701년, 무고의 옥 때 장희빈을 살려줄 것을 청했지만 노론 대신들과 대간들에 밀려 뜻을 이루지 못한다.

## 생애
현종 때 문과에 급제해서 가주서, 정언, 지평을 거쳐 충청도 재상 경차관으로 민정을 다스리고, 이후 어사로 탐관오리들을 적발했으며, 이후 부수찬, 필선, 수찬, 장령을 하고 이후 강계부사로 외직에 나갔다가 이후 당상관으로 승진해 한성부우윤, 대사간, 도승지를 지내고 경신환국 이후 다시 대사간이 되고, 평안도관찰사로 외직에 나가 민정을 다스린 뒤, 다시 대사간, 도승지에 이어 평안도관찰사로 외직에 나갔다가 도승지, 부제학을 거쳐 광주유수로 외직에 나갔다가 호조판서가 되고, 숙종의 총애로 공조판서로 옮겼다가 정리사에 이어 다시 호조판서가 되고, 기사환국으로 물러나지만 갑술환국으로 복귀해 이조판서가 되고 우의정, 좌의정을 거쳐 영의정에 이르렀다. 이후 판중추부사로 물러난다.

## 가족 관계
- 증조부 : 류몽익(柳夢翼)
  - 조부 : 류준(柳浚)
    - 부친 : 류성오(柳誠吾, 1608 ~ 1674)

  - 외조부 : 박동량(朴東亮, 1569 ~ 1635)
    - 모친 : 반남 박씨
      - 남동생 : 류상재(柳尙載)
      - 남동생 : 류상만(柳尙萬)
      - 남동생 : 류상갑(柳尙甲)

    - 장인 : 이행원(李行遠, 1592 ~ 1648)
    - 장모 : 청주 한씨(淸州 韓氏, 1609 ~ ?) - 한사덕(韓師德)의 딸[1]
      - 부인 : 전의 이씨(全義 李氏, 1637 ~ ?)
        - 장남 : 류봉서(柳鳳瑞, 1654 ~ 1699)
        - 차남 : 류봉휘(柳鳳輝, 1659 ~ 1727)
        - 며느리 : 조근의 딸
          - 손자 : 류필원(柳弼元)

        - 3남 : 류봉일(柳鳳逸)
        - 4남 : 류봉협(柳鳳協)
        - 5남 : 류봉채(柳鳳采)
        - 장녀 : 용인 이씨 이세최(李世最)의 처